# Drvenasta blitva
Drvenasta blitva (lat. Beta trigyna), biljna vrsta iz prodice štirovki, jedna od nekoliko vrsta u rodu blitvi (Beta). Raširena je po jugoistočnoj i istočnoj Europi (uključujući Hrvatsku, Bugarsku, Rumunjsku i Ukrajinu) te preko male Azije do Irana, Turkmenistana i južnom Kavkazu.
Drvenast blitva voli hranjivim tvarima bogata mjesta i česta je po poljima i usjevima. Jestiva je.

## Sinonimi
- Beta cycla Pall.